# حمام الشرايبي
حمام ووكالة الشرايبي في شارع الشرايبي بمنطقة الغورية، عند التربيعة (سوق القماش).

## بناؤه
بنى قنصوة الغوري الحمام قريبا من ضريح الشيخ «علي النملي». ثم جاء «الدادا علي الشرايبي» المغربي، أكبر تجار مصر العثمانية، فجعل جوار الحمام وكالة تخصصت في بيع المنسوجات الهندية والخزف الصيني، نظرا لموقع المكان في السوق، وجدّد حمّام قنصوة الغوري. وتنسب إليه أيضا منطقة العتبة نسبة لقصره هناك.

## حاله
ظل يعمل إلى السبعينات، ثم أصابه الإهمال.

## وصفه
كان يوقد على القمامة المجموعة في موقد خاص، الموقد الذي استعمل أيضا لأغراض أخرى، فيولّد البخار ويوزّع خلال مواسير من رصاص أو فخار، ويضبط حرارة مراحل ثلاثة: الغرفة الباردة (المشلح أو المسلخ)، والغرفة الدافئة (حيث المكيّساتي والتدليك الخفيف)، والغرفة الساخنة (البيت الجوّاني والمغطس والتدليك بكيس من صوف أو شعر الخيل). وفي سقف تلك الغرف قباب بها فجوات لإصدار البخار، وبين المراحل ممرات ضيّقة.